# Flaugeac
Flaugeac foi uma comuna francesa na região administrativa da Nova Aquitânia, no departamento Dordonha. Estendia-se por uma área de 7,26 km². Em 2010 a comuna tinha 320 habitantes (densidade: 44,1 hab./km²).
Em 1 de janeiro de 2019, passou a formar parte da nova comuna de Sigoulès-et-Flaugeac.